# Sophronica aurescens
Sophronica aurescens là một loài bọ cánh cứng trong họ Cerambycidae.